# Matthäus Fingerlos
Matthäus Fingerlos (* 6. September 1748 in Flatschach (Unternberg), Lungau; † 11. Dezember 1817 in Salzburg) war ein österreichisch-deutscher katholischer Theologe.

## Leben
Fingerlos war der Sohn des Bauern Johann Fingerlos und dessen Ehefrau Katharina, geb. Kocher. Er besuchte ab 1761 das Benediktinergymnasium in Salzburg und nahm dort 1767 ein Studium der Philosophie auf. Nach Weihe zum Priester 1770 war er ab 1774 auf dem Land seelsorgerisch tätig. 1783 wurde er Kooperator in Salzburg und Domprediger, 1785 Stadtkaplan. Er übernahm 1787 als Regens die Leitung des erzbischöflichen Priesterseminars. 1801 wurde er von Fürsterzbischof Hieronymus von Colloredo als Stadtpfarrer und Dekan des Kollegiatstifts in die salzburgische Enklave Mühldorf am Inn versetzt und wurde zwei Jahre später bayerischer Untertan.
Von 1804 bis 1814 war er Direktor des Georgianiums in Landshut und von 1806 bis 1814 an der dortigen Universität Professor für Pastoraltheologie. Als Anhänger der Aufklärung und Immanuel Kants stand er in Konflikt mit der aufkommenden Landshuter Romantik um Johann Michael Sailer.

## Werke
- Wozu sind Geistliche da? Salzburg 1800.
- Versuch einer Pastorallehre, das ist einer Darstellung des Standespflichten des Geistlichen. München 1805.